# 巴黎錢幣博物館

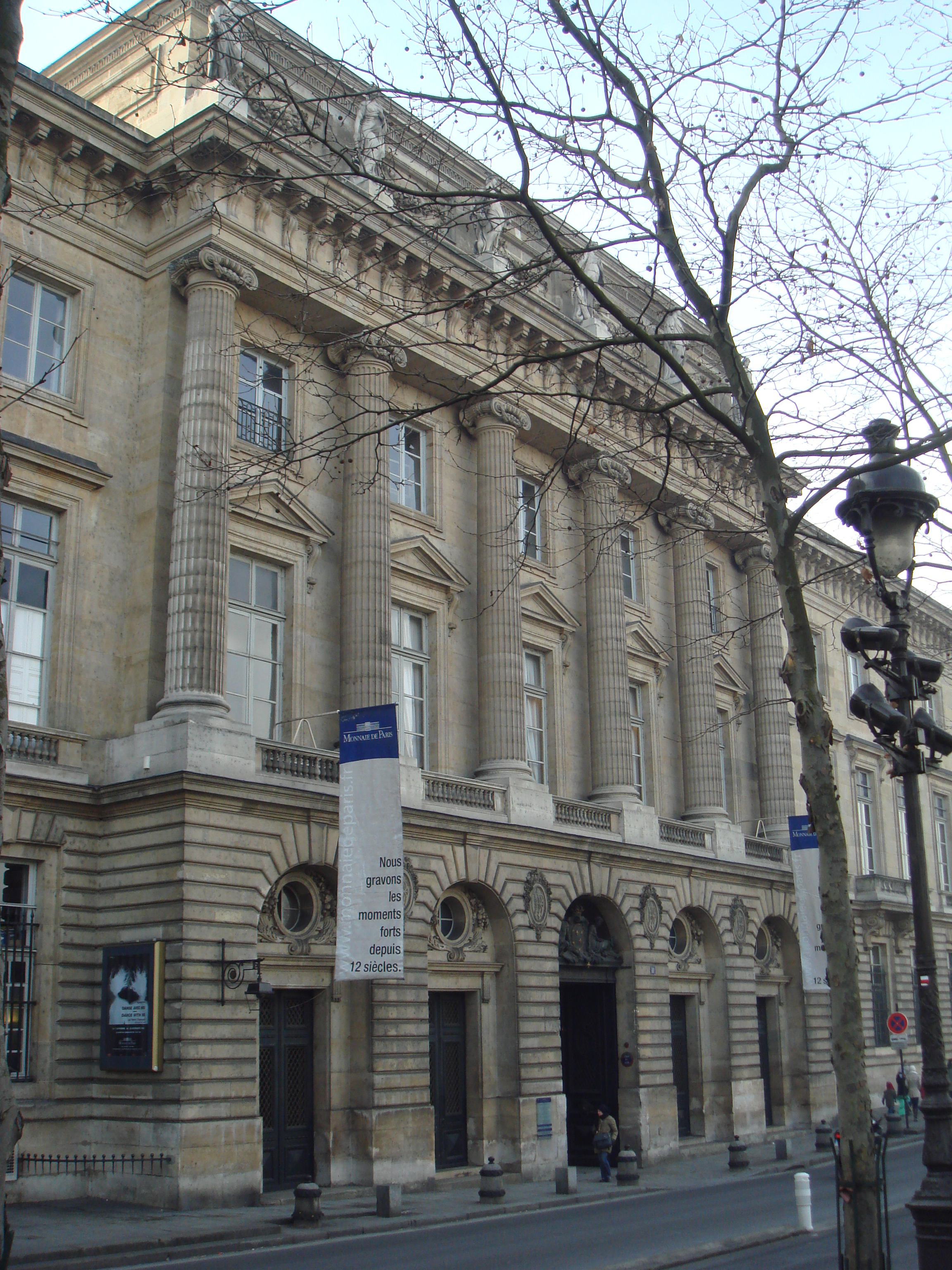
巴黎錢幣博物館

巴黎錢幣博物館（法語：Le Musée du 11 Conti）是位於法國首都巴黎的一座博物館。博物館所在地也是巴黎造币厂（法語：Monnaie de Paris）的建築，建築為新古典主義風格，修建於1767年至1775年期間。造幣廠創建於864年，是法國歷史最悠久的機構。

## 外部連結
- Monnaie de Paris （页面存档备份，存于）